# 皮斯科河
皮斯科河（西班牙語：Río Pisco）是秘魯的河流，流經萬卡韋利卡大區和伊卡大區，河道全長170公里，流域面積4,500平方公里，最終在皮斯科附近注入太平洋。

## 外部連結
- Estudio del humedal del río Pisco por la Universidad Nacional San Luis Gonzaga de Ica （页面存档备份，存于）